# 灵芝酮三醇
灵芝酮三醇（英語：Ganodermanontriol，也称为灵芝萜酮三醇）是一种羊毛甾烷型三萜化合物，和灵芝酮二醇一样分离自亮蓋靈芝（Ganoderma lucidum）。